# Российский совет ветеранов органов внутренних дел и внутренних войск МВД России
Российский Совет ветеранов органов внутренних дел и внутренних войск МВД России — российская общественная организация, объединяющая пенсионеров, инвалидов, ветеранов и иных лиц, проходивших службу в органах внутренних дел или военную службу во внутренних войсках системы Министерства внутренних дел Российской Федерации. Совет является одной из крупнейших в России ветеранских организаций МВД, имеет отделения во всех регионах страны. В настоящий момент организация объединяет более 625 тысяч человек, 32 тысяч ветеранов являются шефами и наставниками трудных подростков, деятельностью которых охвачено 393 тысячи таких ребят.

## История организации
В 1985 году был издан приказ МВД СССР «Об утверждении Положения о Совете ветеранов в Центральном аппарате МВД СССР». Первым председателем Совета был избран комиссар 2-го ранга А. М. Овчинников, который всю свою оставшуюся жизнь посвятил воспитанию новых поколений солдат правопорядка.
10 августа 1989 года в здании бывшего дома приемов МВД СССР открылся Клуб ветеранов, там же разместился и Совет ветеранов Центрального аппарата МВД СССР, который после ухода А. М. Овчинникова возглавил генерал-майор милиции в отставке С. Л. Шевченко. Под его руководством ветеранское движение получило новый импульс в своей деятельности. Укрепилась материально-техническая база ветеранского движения, активизировалась организационная работа.
16—17 апреля 1991 года в Москве состоялась первая Всероссийская учредительная конференция ветеранов органов внутренних дел и внутренних войск, которая обобщила положительный опыт активного использования профессионалов в деле решения оперативно-служебных задач, нравственно-эстетического и патриотического воспитания молодого поколения. На конференции был утверждён Устав ветеранской организации. Определены её основные цели и задачи.
У истоков ветеранского движения в органах внутренних дел и в подразделениях внутренних войск стояли ветераны, прошедшие дороги Великой Отечественной войны.
В рамках конференции был избран Российский Совет ветеранов органов внутренних дел и внутренних войск. Первым его председателем стал участник партизанского движения, бывший заместитель Министра внутренних дел СССР генерал-полковник внутренней службы Борис Тихонович Шумилин. В его состав вошли тогда генерал-лейтенанты милиции В. Н. Новиков и Н. Е. Цыганник, генерал-лейтенант внутренней службы В. Д. Рыленко, генерал-майор внутренней службы В. В. Антонов, генерал-майор милиции С. Л. Шевченко, полковники милиции З. И. Ефремова, Э. М. Ваулин и другие.
Возглавляя Совет ветеранов органов внутренних дел и внутренних войск России, Б. Т. Шумилин, кроме того, с 1996 года был председателем Всероссийской комиссии партизан, подпольщиков и участников антифашистского сопротивления. Создавая Общероссийскую ветеранскую организацию органов внутренних дел и внутренних войск, фронтовик преследовал цель использования бесценного опыта и знаний ветеранов в борьбе с преступностью, укреплении общественного порядка, поднятии престижа органов внутренних дел и внутренних войск. Пройдут годы, но ветераны, личный состав и грядущие поколения будут помнить этого удивительного человека, поскольку он был основателем ветеранского движения, которое живет и развивается.
В 2003 году Общественную организацию ветеранов органов внутренних дел и внутренних войск России возглавил И. Ф. Шилов.
27 ноября 2007 года было объявлено о том, что Российский совет ветеранов органов внутренних дел и внутренних войск России и Центр социальных программ МВД России выступят в роли учредителей нового коллекторского агентства.
20 апреля 2008 года Председатель Российского совета ветеранов МВД и ВВ России Иван Шилов принял участие во встрече представителей ветеранских организаций с Президентом РФ В. В. Путиным.
В ноябре 2008 года Российский совет ветеранов органов внутренних дел и внутренних войск выступил одним из инициаторов создания единой общественной организации ветеранов внутренних войск МВД России.
7 мая 2009 года председатель Российского совета ветеранов органов внутренних дел и внутренних войск МВД России И. Шилов принял участие во встрече с Президентом РФ Д. А. Медведевым, в рамках которой обсуждались меры обеспечения защиты ветеранов и подготовка к празднованию 65-летия победы в Великой Отечественной войне.
15 июня 2010 года Российский совет ветеранов органов внутренних дел и внутренних войск выступил одним из инициаторов направления обращения к президенту РФ в связи с осуществлением в Приморье нападения на сотрудников милиции.
2 сентября 2010 года Председатель Российского совета ветеранов органов внутренних дел и внутренних войск Иван Шилов награжден орденом «За заслуги перед Отечеством» III степени.
24 августа 2012 года Президент РФ Владимир Путин подписал Указ «О Комиссии при Президенте Российской Федерации по делам ветеранов», согласно которому председатель Российского совета ветеранов органов внутренних дел и внутренних войск И. Ф. Шилов был включен в состав Комиссии при Президенте Российской Федерации по делам ветеранов.
В августе 2013 года Российский совет ветеранов органов внутренних дел и внутренних войск МВД России выступил одним из инициаторов проведения международного автопробега, посвященного 95-летней годовщине создания службы уголовного розыска.
19 мая 2015 года в Москве прошла 7-я отчетно-выборная конференция Российского совета ветеранов органов внутренних дел и внутренних войск.
17 апреля 2016 года в Москве прошли праздничные мероприятия, посвященные 25-летию образования Российского совета ветеранов органов внутренних дел и внутренних войск. Согласно отчету, Совет объединил в своих рядах как сотрудников, служивших в органах внутренних дел, так и военнослужащих внутренних войск, ветеранов Великой Отечественной войны, участников ликвидации катастрофы на Чернобыльской АЭС, а также тех представителей ведомства, кто проходил службу в бывших республиках Советского Союза.
В июне 2016 года Российский совет ветеранов органов внутренних дел и внутренних войск выступил организатором проведения в Москве II Международного форума женских-полицейских.
31 октября 2016 года Российский совет ветеранов органов внутренних дел и внутренних войск выступил одним из организаторов проведения выставки работ VIII ежегодного конкурса фотографий «Открытый взгляд».

## Структура организации
Согласно уставу организации, Российский совет ветеранов органов внутренних дел и внутренних войск имеет следующую структуру:
- Председатель Российского совета ветеранов органов внутренних дел и внутренних войск.
- Президиум Российского совета ветеранов органов внутренних дел и внутренних войск.
- Комиссия по организационным вопросам, планированию работы Президиума и Совета, контролю за выполнением планов работы и поручениями, проведению организационных мероприятий, взаимодействию с коллективными членами Совета.
- Комиссия выявления и внедрения положительного опыта по организации участия ветеранов в патриотическом воспитании.
- Комиссия по правовой защите ветеранов, организации взаимодействия с государственными органами и другими структурами в целях обеспечения правовой защиты ветеранов.
- Комиссия по организации участия ветеранов в служебной деятельности ОВД и ВВ.
- Комиссия по организации работы ООБФ «Ветераны правоохранительной и военной службы».
- Комиссия по организации медицинского обслуживания ветеранов.
- Комиссия по внесению предложений о награждении и разработке новых видов премий и наград Российского совета ветеранов ОВД и ВВ.
- Комиссия по организации взаимодействия, обмена опытом с ветеранскими организациями МВД стран СНГ и других стран.

### Председатель организации
С 2003 по 2021 год председателем Российского Совета ветеранов органов внутренних дел и внутренних войск МВД России был генерал-полковник Иван Фёдорович Шилов †.

## Основные направления деятельности организации
Основные направления деятельности Российского Совета ветеранов органов внутренних дел и внутренних войск МВД России:
- Социальная защита ветеранов, инвалидов, лиц преклонного возраста, ветеранов, нуждающихся в материальной помощи, семей погибших при исполнении служебного долга.
- Правовая защита ветеранов.
- Нравственное воспитание молодых сотрудников ОВД и военнослужащих ВВ, школьников, гражданской молодежи.